# Stulen barndom
Stulen Barndom var en intresseförening som bildades 28 januari 2006 i Aneby och tillkom för att skapa upprättelse för dem som var drabbade av institutionsvård, fosterhem och barnhemsplacerade under 1940-1970-talen. Bildandet skedde efter att TV-reportaget Stulen barndom av Thomas Kanger visades 2005. Föreningen hade 2006 cirka 600 medlemmar. 
Föreningen lämnade i april 2006 in en grupptalan mot Stockholms stad, men den avslogs i tingsrätten. Uppmärksamheten efter TV-programmet såväl som denna och en rad liknande föreningars lobbying ledde emellertid till att Vanvårdsutredningen påbörjades 2006 och slutfördes 2011.
Föreningen splittrades 2011 i Stulen Barndom Stockholm och föreningen Vanvårdad och Bortglömd.
Stulen barndom fick utstå kritisk granskning av media. Det hävdades att föreningen hotat meningsmotståndare.